# 大蔵経寺
大蔵経寺（だいぞうきょうじ）は、山梨県笛吹市石和町松本にある寺院。真言宗智山派で、甲斐真言宗七壇林のひとつ。山号は松本山。本尊は不動明王。

## 歴史
甲府盆地の北縁、石和町北西にあたる大蔵経寺山南麓に位置する。山麓を含む甲府盆地北縁一帯には古墳時代後期の渡来人墓制である積石塚が見られ、山麓地域は古代甲斐国の政治的中心地である山梨郡域にあたる。山麓には山梨岡神社をはじめ天狗神社や延喜式内物部神社があり、古くから信仰の地であったと考えられている。
寺伝によれば行基により722年（養老6年）に開創されたとされている。『甲斐国志』によれば、室町時代に将軍足利義満の庶子と伝わる観道により再興され、それまでは青嗣子山松本寺と称されていたが、応永年間（1394年 - 1428年）に甲斐国守護である武田信成により再興されて、大蔵経を奉納されたことに由来して現在の寺名になったという。
境内には明治5年（1872年）の県庁の大小切税法廃止に反対した大小切騒動の首謀者である松本村名主島田富重郎の墓所もある。

## 文化財

### 重要文化財（国指定）
- 絹本著色仏涅槃図 - 大正5年5月24日指定

釈迦入滅を描いた仏涅槃図。画面寸法は縦208.3センチメートル、横146.5センチメートル。室町時代の作品で、中国宋元画の影響が指摘される。裏書きによれば画僧霊彩の作で、永享7年（1435年）の製作であるという。室町時代の永享7年（1435年）に大森頼春・前伊豆守大森憲頼により駿河国の浄居禅寺（現在の静岡県駿東郡小山町生土にある乗光寺）に奉納され、弘治3年（1557年）に大蔵経寺へ伝来したという。山梨県内では向嶽寺や聖応寺、円蔵院などに同時期の仏涅槃図が伝えられている。

### 山梨県指定有形文化財
- 絹本着色両頭愛染明王像 - 平成15年5月1日指定

南北朝期の密教絵画。画面寸法は縦105.5センチメートル、横56.2センチメートル。山梨県内では本像をはじめとする密教絵画を所蔵する当寺や南巨摩郡富士川町の明王寺などに密教絵画が所蔵されているが、本像は中世において息災調伏を願い製作された愛染明王と不動明王が合体した両頭（りょうず）愛染明王を現している。中央に明王像が描かれ、画面上部両端には月輪中に金剛・胎蔵両部の大日如来と五鈷杵が、下方には矜羯羅・制多迦の二童子が描かれている。愛染明王と不動明王はそれぞれ金剛界大日如来・胎蔵大日如来の教令輪身とされている。
- 絹本着色不動明王二童子像（坐像系・立像系） - 平成15年5月1日指定

室町期の密教絵画。画面寸法は縦100.5センチメートル、横38.5センチメートル。中央に不動明王が描かれ、足下に二童子が描かれている。
- 絹本着色騎獅不動明王八大童子像 - 平成15年5月1日指定

室町期の密教絵画。画面寸法は縦122.0センチメートル、横64.5センチメートル。八大童子を伴った不動明王が獅子に乗った姿を描く。鎌倉時代の仏教図像集『覚禅鈔』に由来する図像であるが、他に類例の少ないものである。